# Cesare Borgia

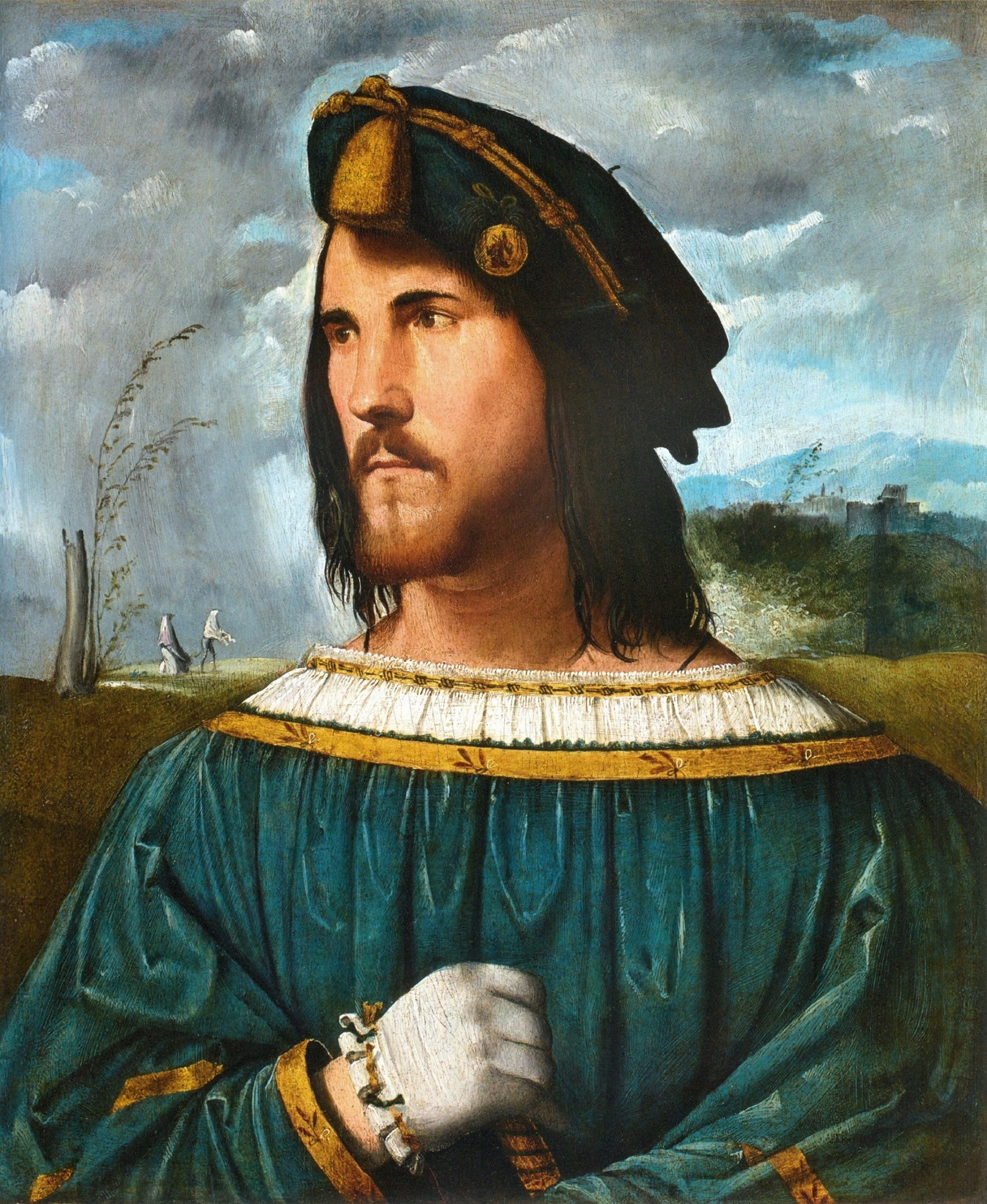
Cesare Borgia. Chân dung do Altobello Melone vẽ. Bergamo, Accademia Carrara.

Cesare Borgia (13 tháng 9 năm 1475 - 12 tháng 3 năm 1507), thường gọi là Công tước xứ Valentinois, Thân vương xứ Andria và Venafri, Bá tước xứ Diois, Lãnh chúa xứ Piombino, Camerino, Urbino, Gonfalonier, là một tướng lĩnh quân sự của Giáo hội Cơ Đốc La Mã (Giáo hội Công giáo La Mã), là tướng đánh thuê Ý. Cesare Borgia là con của giáo hoàng Alexander VI và người tình Vannozza dei Cattanei, Cesare Borgia là người đầu tiên trong lịch sử từ chức Hồng y để theo đuổi sự nghiệp quân sự. Cuộc đời của Cesare Borgia chứng kiến những vinh hoa tột bậc từ khi cha ông lên làm giáo hoàng và cũng tàn lụi nhanh chóng sau cái chết của cha ông. Là một nhân vật lịch sử nổi bật của gia tộc Borgia, Cesare với sức hút cá nhân nổi trội của mình là hình mẫu cho tác phẩm nổi tiếng về khoa học chính trị Quân vương (The prince) của Machiavelli.

## Tiểu sử

Huy hiệu của Cesare Borgia, nổi bật với hình con bò tót Tây Ban Nha, ám chỉ về nguồn gốc gia tộc của ông

Gia đình Borgia vốn xuất thân từ Tây Ban Nha (tên gốc Borja), vốn là quý tộc khiêm tốn xứ Aragon, dần dần trở nên giàu có vào thế kỷ XV khi một người trong dòng tộc là Alonso Borgia ngồi lên ngôi vị giáo hoàng dưới cái tên Calixte III. Rodrigo Borgia là cháu của Calixte III được phong Hồng y năm 24 tuổi và bắt đầu sự nghiệp tại Tòa thánh. Cesare là con trai thứ hai của Rodrigo Borgia với Vannozza dei Cattanei (thường bị lăng mạ là một con điếm). Cesare được thừa hưởng sự giáo dục theo đúng bài bản mà cha mình vạch sẵn đó là được các gia sư dạy dỗ kèm cặp tận tình ở Rome đến khi 12 tuổi. Anh lớn lên trở thành một người đàn ông nam tính quyến rũ, giỏi về quân sự và chính trị. Cesare đã theo học luật và khoa học nhân văn tại Đại học Perugia, sau đó đến Đại học Pisa để học thần học. Ngay khi tốt nghiệp đại học, Rodrigo đã tính đưa Cesare lên làm hồng y.
Cesare bị nghi ngờ đã giết anh trai mình là Giovanni, nhưng không có bằng chứng rõ ràng để xác nhận việc này và sự việc còn là uẩn khúc. Cái chết của Giovanni đã dọn đường cho Cesare trở thành giáo dân và nhận được những ân huệ mà anh trai đã được nhận từ cha, Giáo hoàng Alexanđê VI. Mặc dù Cesare đã là một hồng y, anh ta đã từ bỏ chức vụ Tòa thánh để nắm lấy quyền lực và vị trí mà Giovanni từng giữ là condottiero. Anh cuối cùng đã kết hôn với công chúa người Pháp Charlotte d'Albret. Sau cái chết của Alexanđê năm 1503, Cesare đã can thiệp việc lựa chọn vị Giáo hoàng tiếp theo. Anh ta cần một ứng cử viên không đe dọa kế hoạch thành lập công quốc của riêng mình ở miền Trung nước Ý.
Ứng cử viên của Cesare (Pius III) đã trở thành Giáo hoàng, nhưng qua đời chỉ 1 tháng sau. Khi đó Cesare bị buộc phải ủng hộ Giuliano della Rovere. Vị hồng y đã hứa với Cesare rằng ông có thể giữ tất cả các tước vị và bổng lộc của mình. Sau đó, della Rovere đã phản bội Cesare và trở thành kẻ thù lớn nhất của anh. Cesare chết năm 1507, tại Lâu đài Viana ở Navarre, Tây Ban Nha, khi đang bao vây đội quân nổi loạn của Bá tước de Lerín. Lâu đài do Louis de Beaumont chiếm giữ vào thời điểm nó bị Cesare Borgia và đội quân 10.000 người của Vua John bao vây vào năm 1507. Để cố gắng phá vỡ thành lũy tự nhiên cực kỳ vững chắc của lâu đài, Cesare đã tính đến một cuộc tấn công bất ngờ và liều lĩnh, nhưng không may Cesare đã chết trong trận chiến và trong khi quân đội này cũng không thể chiếm nổi lâu đài này.

## Trong văn hóa

### Điện ảnh
- Lucrezia Borgia (Richard Oswald, 1926), một bộ phim câm
- Lucrèce Borgia (Abel Gance, 1935)
- The Black Duke (1961)
- Bride of Vengeance (1948)
- Prince of Foxes (1949)
- Los Borgia (2006)
- Poisons, or the World History of Poisoning (2001)

### Văn học
- The Family của Mario Puzo
- Bá tước Monte Cristo của Alexandre Dumas, bố có đề cập đến những âm mưu thủ đoạn của gia đình Borgia.
- Madonna of the Seven Hills của Jean Plaidy (Victoria Holt)
- Light on Lucrezia của Jean Plaidy (Victoria Holt)
- Mirror Mirror của Gregory Maguire
- Prince of Foxes của Samuel Shellabarger
- The Banner of the Bull của Rafael Sabatini
- The Borgia Bride của Jeanne Kalogridis
- The Borgias của Alexandre Dumas, bố
- The Borgia Testament của Nigel Balchin
- Lusts of The Borgias của Marcus Van Heller
- City of God, A Novel of the Borgias của Cecelia Holland
- Then and Now của W. Somerset Maugham
- The Antichrist (1895) của Friedrich Nietzsche Af. #61
- The Dwarf (1944) của Pär Lagerkvist miêu tả một nhân vật hoàng tử vô đạo đức, có thể dựa trên mẫu nhân vật lịch sử là Borgia
- Milo Manara, họa sĩ biếm họa người Ý, đã sáng tác một bộ truyện biếm gồm 3 phần khắc họa câu chuyện của gia đình Borgia. Phần lời được viết bởi Alejandro Jodorowsky.

### Manga
- Cesare có tên là Cesare il createore che ha distrutto (チェーザレ破壊の創造 者) hay Chēzare Hakai no Sōzō-sha của Fuyumi Soryo (truyện tranh)
- Kakan no Madonna (花冠のマドンナ) một họa phẩm manga lãng mạn của Chiho Saito
- Cantarella (カンタレラ/Kantarera), của You Higuri (truyện tranh)